# Brevicornu canescens
Brevicornu canescens är en tvåvingeart som först beskrevs av Zetterstedt 1852.  Brevicornu canescens ingår i släktet Brevicornu, och familjen svampmyggor. Arten är reproducerande i Sverige.